# Liste der Einträge im National Register of Historic Places im Cass County (Texas)
Die Liste der Registered Historic Places im Cass County führt alle Bauwerke und historischen Stätten im texanischen Cass County auf, die in das National Register of Historic Places aufgenommen wurden.

## Aktuelle Einträge
| Lfd. Nr. | Name im NRHP           | Bild | Datum der Eintragung | Adresse/Lage       | Ort        | NRHP-ID  | Beschreibung |
| -------- | ---------------------- | ---- | -------------------- | ------------------ | ---------- | -------- | ------------ |
| 1        | Cass County Courthouse |      | 25. Mai 1979         | Public Sq.         | Linden     | 79002924 |              |
| 2        | Mathews-Powell House   |      | 22. Sep. 1977        | Miller St.         | Queen City | 77001431 |              |
| 3        | Pleasant Hill School   |      | 20. Aug. 2004        | 2722 Farm Rd. 1399 | Linden     | 04000891 |              |